# Juan Zurita
Juan Zurita est un boxeur mexicain né le 12 mai 1917 et mort le 24 mars 2000 dans l'état de Jalisco.

## Carrière
Champion du Mexique poids plumes et poids légers en 1934, 1938 et 1939, il devient champion du monde des poids légers NBA (ancêtre de la WBA) le 8 mars 1944 après sa victoire aux points en 15 rounds face à Sammy Angott mais perd son titre dès sa première défense contre Ike Williams par arrêt de l'arbitre à la 2e reprise le 18 avril 1945. Zurita met un terme à sa carrière après cette défaite sur un bilan de 132 victoires, 24 défaites et 1 match nul.

## Référence
1. ↑  (es) Biographie de Juan Zurita (deporteshoy.com)